# 蛇頭平肩光魚
蛇頭平肩光魚，為管肩魚科的其中一種，為深海魚類，分布於中西太平洋海域，深度可達960公尺，體長可達21.7公分，棲息在中層水域，生活習性不明。

## 扩展阅读
維基物種上的相關：蛇頭平肩光魚